# مرسدس (تگزاس)
مرسدس، تگزاس(به انگلیسی: Mercedes, Texas) شهری در ایالت تگزاس از ایالات جنوبی ایالات متحده آمریکا است. در سرشماری سال ۲۰۰۰، جمعیت این شهر ۱۳۶۴۹ نفر اعلام شد.